# La Luisa
La Luisa är en ort i Mexiko.   Den ligger i kommunen Juan Rodríguez Clara och delstaten Veracruz, i den sydöstra delen av landet, 400 km öster om huvudstaden Mexico City. La Luisa ligger 107 meter över havet och antalet invånare är 162.
Terrängen runt La Luisa är platt. Runt La Luisa är det ganska glesbefolkat, med 27 invånare per kvadratkilometer. Närmaste större samhälle är Juan Rodríguez Clara, 5,3 km söder om La Luisa. Trakten runt La Luisa består till största delen av jordbruksmark.